# La boda camperola
La boda camperola (en neerlandès, De Boerenbruiloft) és una pintura de gènere de Pieter Brueghel el Vell, actualment ubicada en el Museu d'Història de l'Art de Viena, Àustria. Es tracta d'un oli sobre fusta amb unes dimensions de 114 centímetres d'alt i 164 d'ample. Va ser executada l'any 1568.

## Descripció
La pintura a l'oli representa el banquet de noces d'uns camperols, com indica el seu títol. Hi una taula dins una pallissa on seuen els convidats. A les parets pengen dues espigues de cereal amb un rasclet. La núvia és la dona que seu enmig, sota el tapís verd amb una corona (els símbols habituals del casament renaixentista, presents també en el ric vestit de l'esposa de El matrimoni Arnolfini). En un extrem de la taula apareix un monjo franciscà amb el seu hàbit que conversa amb un home que podria ser un retrat de l'autor. Entre aquest i el centre l'únic convidat que seu en una cadira s'equipara amb el notari, qui havia donat fe del casament.
Les dones ja casades tenen el cap cobert amb vels blancs i participen amb els seus marits i altres veïns de la festa. Se serveixen cremes, porridge, beguda i sobre la taula hi ha pa per sucar. En primer pla un home passa part d'aquest menjar a altres membres de la taula des de la fusta que aguanten entre dues persones, mentre que a l'altra punta una dona reclama que li omplin la gerra per seguir bevent. Diverses persones entren per la porta o miren l'escena per no tenir espai dins del graner. Un nen seu a terra menjant amb les mans i els dos músics que amenitzen el convit amb gaites estan dempeus. Apareix un gos que menja del banc llesques dipositades per l'home ric (el suposat pintor, que sembla el seu amo).
No apareix de manera clara el nuvi. Alguns estudiosos l'han identificat amb l'home vestit de fosc junt a la fusta de servir i d'altres amb un jove que menja amb una cullera perquè mira de front. Segons diversos crítics, el costum de l'època era que el nuvi fes d'amfitrió i, per tant, no seuria a taula, sinó que podria ser l'home que serveix la beguda (cervesa).
Brueghel pintava sovint escenes camperoles dins la pintura de gènere però els dotava d'un sentit figurat més enllà de la imatge costumista que representés cada obra. La història que inspira aquesta en concret és la que es narra a les Noces de Canà, representada habitualment amb una taula central en una posició similar a la de Les noces camperoles. La posició preeminent de les gerres al cantó esquerre inferior reforçaria aquest paral·lelisme. L'estil, però, és realista, amb figures contemporànies.

## Paròdies
La pintura va ser parodiada a Astérix a Bèlgica També es fa referència a ella en l'obra de David Keplinger The Clearing, en el poema "Tres visions del Perill de l'Art". La segona secció d'aquest poema es diu "Brueghel's 'Peasant Wedding'" i tracta en part sobre el nuvi desaparegut. Una paròdia més es troba en Coping with Pets de Peter Corey, il·lustrada per Martin Brown. La publicació còmica nord-americana The Onion també va parodiar la pintura.